# Biblioteca Nacional Central de Roma
La Biblioteca Nacional Central de Roma o BNCR (en italiano Biblioteca Nazionale Centrale di Roma) es una de las bibliotecas nacionales de Italia. Localizada en Roma, es la única biblioteca italiana, junto con la Biblioteca Nacional Central de Florencia, que funciona como biblioteca depositaria y depósito legal del país, encargada del depósito del patrimonio bibliográfico y documental de Italia.
A la biblioteca también se la conoce como «Vittorio Emanuele II», nombre dado a la institución en su fundación en 1876, si bien no se utiliza de manera oficial en la comunicación institucional.

## Ubicación
La biblioteca se encuentra en Roma, en la calle Castro Pretorio (viale Castro Pretorio), muy cerca de la estación de Roma Termini, la estación ferroviaria central de la capital. A escasa distancia de la entrada se encuentra la estación Castro Pretorio de la línea B del metro de Roma.

## Instalaciones
La biblioteca se fundó en un edificio del Collegio Romano, establecimiento de los jesuitas, situado en el centro histórico de la ciudad. Actualmente, ocupa una construcción del siglo XX proyectada para tal fin, al este de la antigua sede. La biblioteca comparte el edificio con el Instituto centrale per il catalogo unico (ICCU).

## Colección
La biblioteca tiene una colección de aproximadamente 7 millones de volúmenes impresos, 2 000 incunables, 25 000 cinquecentinas, 8 000 manuscritos, 10 000 estampes y dibujos, 20 000 mapas y planos, y 1 342 154 panfletos.

## Galería

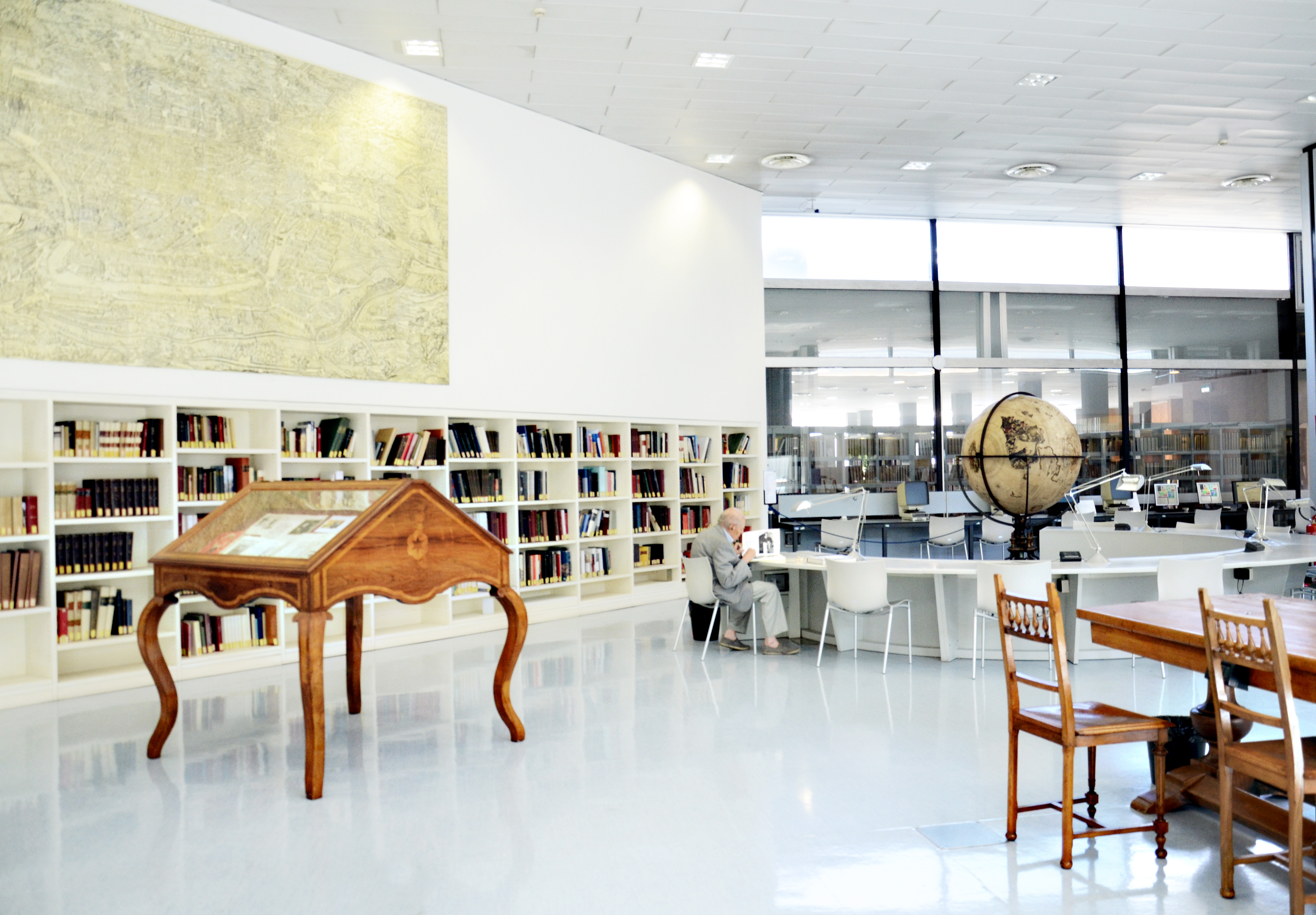
Vista de una sala de lectura de la biblioteca.
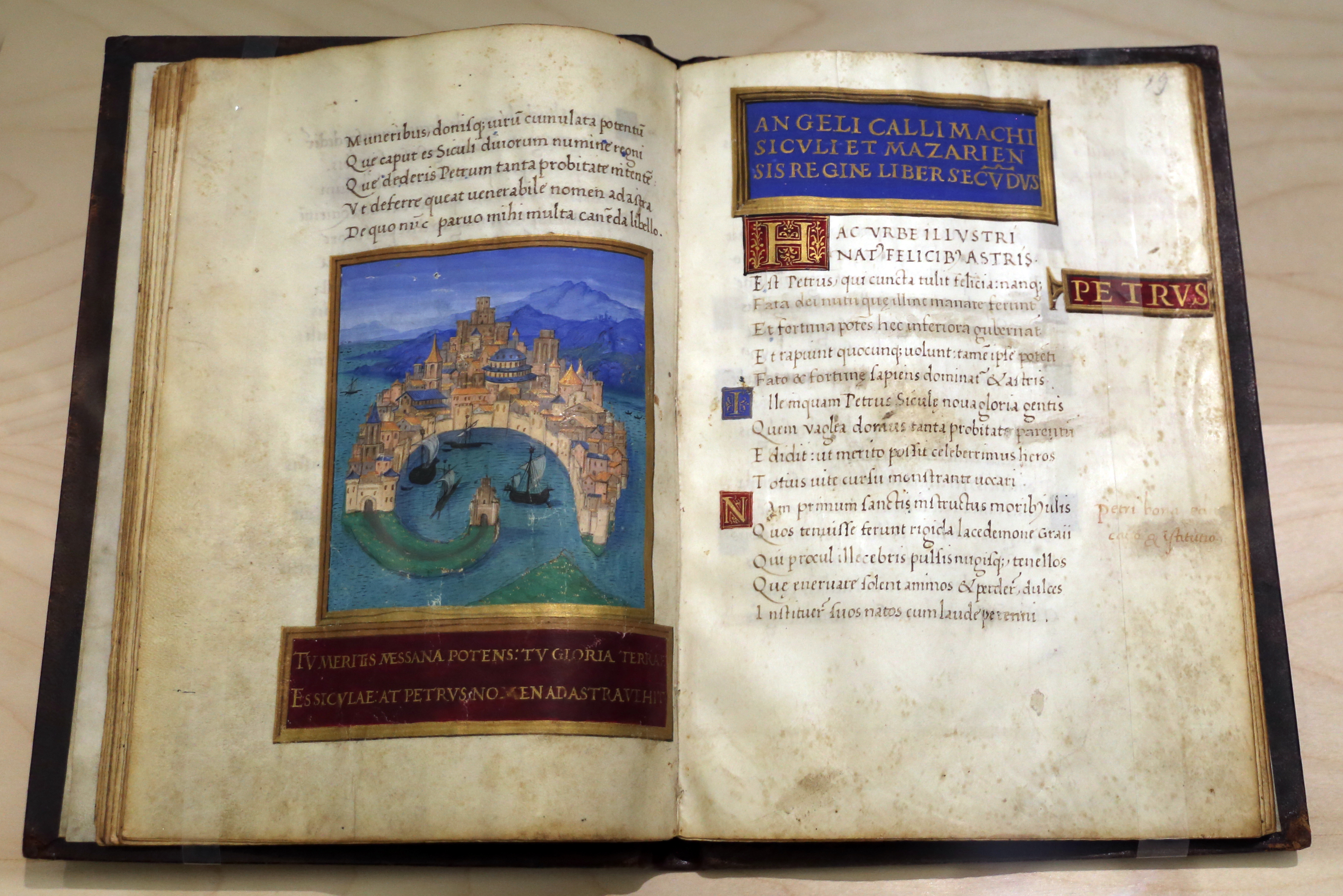
Libro de circa 1500-1510 de la colección de la biblioteca.
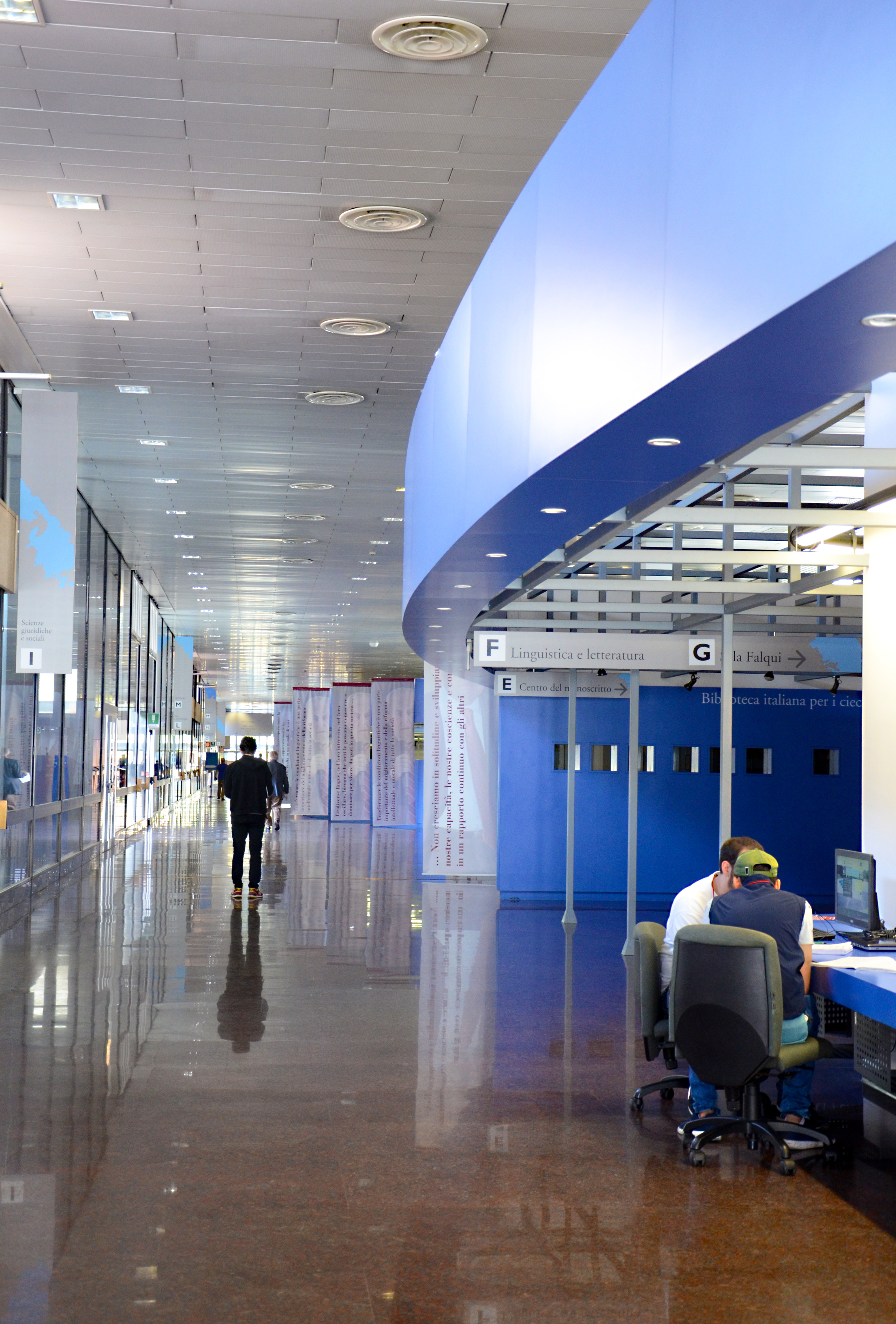
Pasillo interior del edificio.
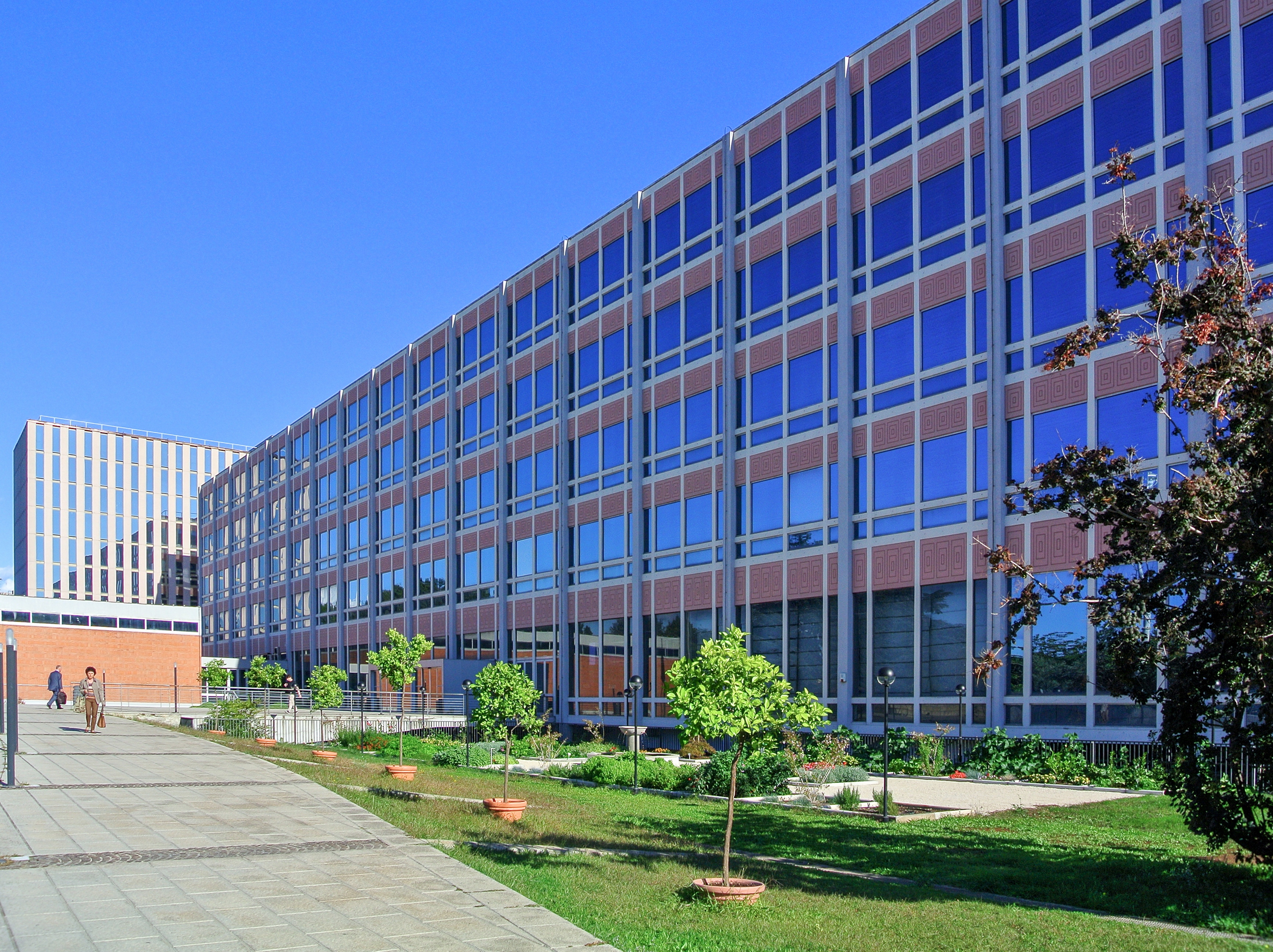
Fachada exterior del inmueble.